# Armeró
Armeró vagy Armeró-Guayabal város Tolima megyében, Kolumbiában. A Kolumbiai Nemzeti Statisztikai Központ szerint Armeróban 12 852-en éltek 2005-ben. Az átlagos hőmérséklet 27°C. A várost 1895-ben alapították, de hivatalosan nem volt megyeszékhely egészen 1908. szeptember 28-ig, amikor Rafael Reyes kolumbiai miniszterelnök hivatalosan is megadta a címet a településnek. A város eredeti neve San Lorenzo volt. 1930-ban átnevezték Armeróra, ezzel emlékezve meg José León Armeróra, aki a nemzet mártírja volt. 
A régió főleg gyapjútermesztéséről volt híres, ezért Kolumbia Fehér Városának hívták. Jó mezőgazdasági terület volt egészen 1985-ig.

## 1985-ös tragédia

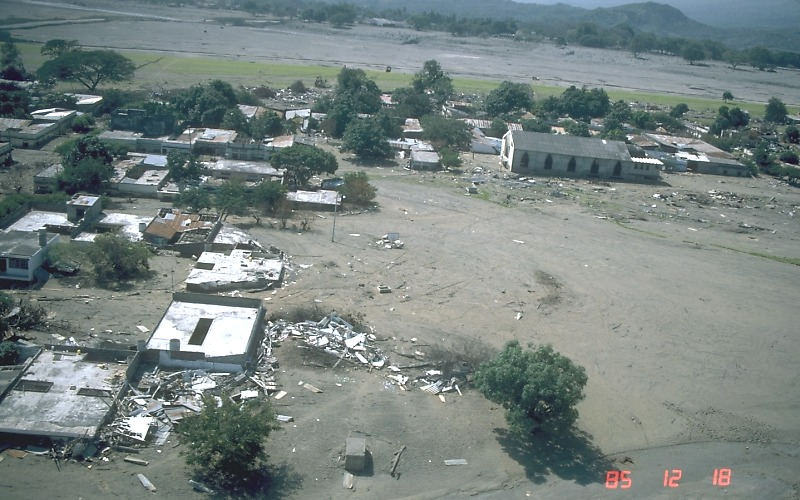
Armeró maradványai a sárlavinák után

A megyeszékhely megsemmisült, miután 1985. november 13-án a Nevado del Ruiz vulkán kitörése sárlavinákat indított el, amelyek elpusztították a várost, és megöltek 23 000 embert. A katasztrófa idején megközelítőleg 31 000 ember élt azon a területen. Az eset az Armeró-tragédiaként vált híressé. Miközben a rombolás mértéke nemzetközi hír lett, a legjobban ismert áldozat Omayra Sánchez, egy fiatal lány megfulladt saját házának romjai alatt. Ezt az esetet követően Guayabal lett Tolima megye székhelye, Armerót pedig nyilvánosan szellemvárossá nyilvánították.
A túlélők elköltöztek Guayabal és Lleida városokba, ahol kárpótlást kaptak.
A területen, ahol a város volt, a túlélők létrehoztak egy temetőt. A temető a régi város utcaszerkezetét követte, így minden egyes ház helyére, amely elpusztult, egy sír került, mindegyiken a halottak neveivel. Ilyen módon létrehoztak egy szimbolikus várost, Camposantót.
Az Armando Armero alapítvány azért létesült, hogy szociális és gazdasági fejlesztéseket támogasson a Ruiz utolsó kitörése által sújtott régióban. Létrehozták a világon az első olyan emlékhelynegyedet, ami pontosan a katasztrófa helyén áll. Több emlékhely van a város fontosabb helyein (kórházak, parkok, színház), a romok közelében. Ezekben az épületekben a látogatók megismerhetik a várost, ahogy az a tragédia előtt létezett.

## Fordítás
Ez a szócikk részben vagy egészben  az   Armero című angol Wikipédia-szócikk ezen változatának fordításán alapul.  Az eredeti cikk szerkesztőit annak laptörténete sorolja fel. Ez a jelzés csupán a megfogalmazás eredetét és a szerzői jogokat jelzi, nem szolgál a cikkben szereplő információk forrásmegjelöléseként.